# Сервія (фема)
Фема Сервія (грец. θέμα Σερβίων) — військово-адміністративна одиниця Візантійської імперії (фема), яка розташовувалась на сході Балканського півострова (сучасна Греція). Назва походить від міста Сервія (сучасна периферія Західна Македонія). Відносилася до так званих «малих фем». Утворено близько 976 року. Остаточно припинила існування 1018 року внаслідок реформування.

## Історія
Напочатку 970-х років в Болгарії вибухнуло повстання на чолі із братами з династії Комітопулів. Доволі швидко болгарські війська стали загрожувати володінням візантійської імперії на сході Балкан. Для захисту важливих міст, насамперед Адріанополя та Фессалонік було утворено декілько фем, що складали першу лінію оборони. Близько 976 року зі складу феми Фессалоніки було викоремлено феми Сервія і Верія.
В задання Сервійської феми входило захист стратегічного шляху з Фессалії (Лариси) до Верії і Фессалонік. З самого початку стає важливою опорою в захисті Фессалії та Фессалонік. Лише у 989 році скориставшись складнощами імперії (повстання Барда Фоки, похід Київського князя Володимира Святославила на Херсон) болгарським військам вдалося захопити фортецю Сервії. Втім їх сили були послаблені тяжкими боями, що дозволило захисти Фессалоніки.
Наприкінці 1000 або напочатку 1001 року фортецю Сервію було здано візантійцям болгарським очільником залоги Нікуліцею в обмін на титул патркиія та маєток. У 1001 році Сервія відбила спробу болгарського царя Самуїла I відвоювати фортецю. З цього часу фема Сервія перетворюється на базу для наступу візантійського війська на Болгарію. Після підкорення останньої у 1018 році значення феми зникло. Тому її було приєднано до феми Фессалоніки, а фортецю зруйновано.

## Адміністрація
Територія охоплювала значну частину долини річки Аліакмон (Бистриця). Основу сттановила потужна фортеця Сервія, що вважалася однією з неприступних в імперії. На чолі стояв стратег в ранзі протоспафарія, що отримував зарплатню у 12 лібрів золота щорічно. Йому підпорядковувалося 2 таксіархії (2 тис. вояків) та допоміжних місцевих загонів.

## Відомі стратеги
- Севат Сенехерім (980-ті)
- Миколай Дермокаїт (з 1001)